# Das Geheimnis der weißen Mönche

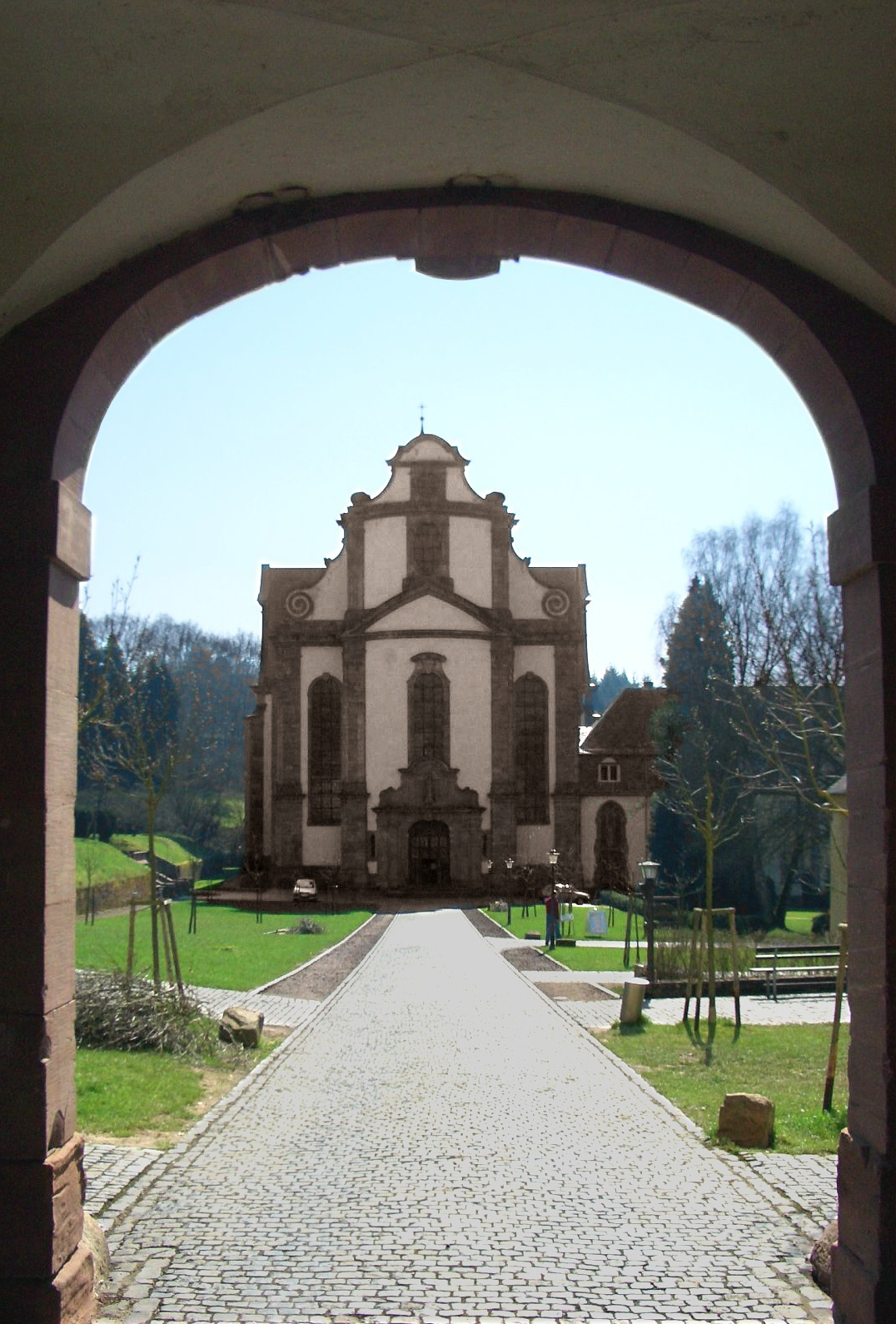
Blick auf das Himmeroder Kloster durch das Eingangstor

Das Geheimnis der weißen Mönche ist ein historischer Roman von Rainer M. Schröder aus dem Jahr 1996. Die Handlung spielt sich im Kloster Himmerod und der nahe gelegenen Stadt Trier ab und ist zeitlich nach dem Dreißigjährigen Krieg (17. Jahrhundert) angesiedelt. Die Hauptperson ist der junge Mann Jakob Tillmann, welcher durch Zufall der Ketzerei beschuldigt wird und infolgedessen vor dem Domherrn der Stadt fliehen muss.

## Handlung
Nachdem Jakob Tillmann vor ein paar Tagen auf den fieberkranken Mönch Anselm getroffen war und von ihm gebeten wurde, ihn in das Himmeroder Kloster (Eifel) zu bringen, kämpft er sich nun durch ein schreckliches Unwetter. Nur knapp verfehlt ihn ein Blitz, doch schließlich erreicht er tatsächlich das Kloster. Dort löst die Ankunft des todkranken Bruders eine Lawine der Überraschung aus, er wird zur medizinischen Behandlung in einen der Klostertürme gebracht. Jakob, dessen Bezahlung noch aussteht, beschließt, sich vorläufig ebenfalls im Kloster aufzuhalten, einerseits um die Mönche stellvertretend um die Auszahlung der Belohnung zu bitten, andererseits, weil er froh ist, inmitten des harten Winters ein Dach über dem Kopf zu haben, obwohl er nur in einem sehr kleinen Zimmer wohnt.
Die Gesundheit des Mönchs bessert sich nicht und schon bald treten Ungereimtheiten auf. Neben dem normalen Konvent halten sich in dem alten Kloster auch der Zisterziensermönch Basilius sowie sein schwedischer Begleiter Henrik auf. Zudem trifft unerwartet der Kapitular der Stadt Trier mit seinem Gefolge ein, um mit dem Mönch zu sprechen. Doch Bruder Anselm stirbt früher als erwartet, kurz darauf wird der Novize Dominik vermeintlich zufällig getötet. Jakob wird von dem Subprior des Klosters, Bruder Tarzisius, und dem Domherrn vermehrt über seine Gespräche mit Bruder Anselm befragt. Jakob hat wegen der Krankheit des Bruders jedoch kaum mit selbigem gesprochen, folglich kann er auf ihre Fragen keine Antwort geben. Daraufhin wird ihm indirekt Folter angedroht und Jakob erkennt, dass er fliehen muss. Bruder Basilius und der Schwede sind ihm freundlich gesinnt und verhelfen ihm zur Flucht. In einem Handgemenge wird Jakob am rechten Oberarm verwundet. Er flieht elf Tage durch den Schnee, wird am Ende jedoch von den Schergen des Domherrn gefasst.

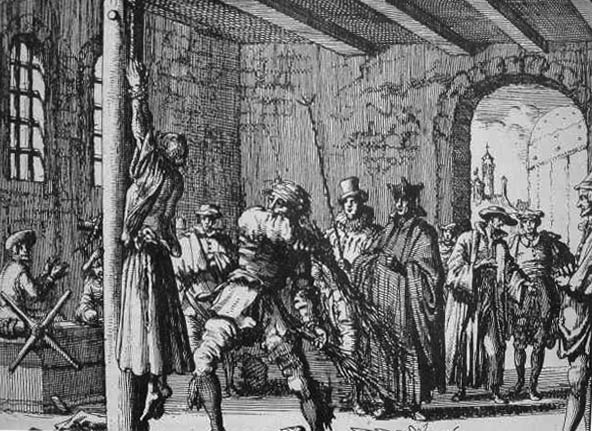
Peinliches Verhör im 17. Jahrhundert

Sie bringen ihn in den Trierer Folterturm, wo er peinlich befragt werden soll. Unverhofft muss der Domherr das Gebäude jedoch noch einmal verlassen, sodass die Befragung vorerst aufgeschoben wird. Plötzlich taucht Bruder Basilius auf, der Jakob durch die Kanalisation zur Flucht verhilft. Sein Begleiter Henrik wartet dort mit einem Boot auf sie. Um vor dem Domherrn vorerst sicher zu sein, kehren die drei in die „Höhle des Löwen“ zurück und verstecken sich bei einem Gastwirt in Trier. Dort bessert sich Jakobs Gesundheitszustand. Durch eine kleine Unachtsamkeit wird der Domherr jedoch schon bald aufmerksam, dass Jakob sich in der Stadt aufhält. Mit der Hilfe des Zigeunermädchens Marga und zweier Freunde von Bruder Basilius gelingt den dreien jedoch noch einmal die Flucht. Sie können Trier verlassen und Jakob wird von seinen zwei Begleitern zum ersten Mal über den Zweck ihrer gemeinsamen Reise aufgeklärt.
Er erfährt, dass Bruder Anselm der Verwahrer zweier bedeutender Werke gegen den Hexenhammer war, die er in der Nähe Triers versteckt haben muss. Bruder Basilius war einer seiner Vertrauten und strebt an, die Werke zu finden. Weil er jedoch keine Ahnung vom Versteck der Werke hat, beschließen die drei, Koblenz aufzusuchen, da dort ein anderer Vertrauter Anselms, der Maler Bartholomäus Bartholy, lebt. Auf der Reise dorthin machen sie Rast in einem Dorf, in dem Marga am folgenden Tag als vermeintliche Hexe auf dem Scheiterhaufen verbrannt werden soll. Jakob und seine Begleiter können sie in letzter Minute retten und ziehen fortan zu viert weiter. Marga und Jakob verlieben sich ineinander.
Als sie an eine Brücke kommen, treffen sie erneut auf den Domherrn, vor dem sie auf der Flucht sind, und dessen Gefolge. Sie können die Feinde überwältigen, töten sie allerdings nicht. Als die Freunde Koblenz erreichen, finden sie bei dem Maler auch tatsächlich den Hinweis auf das Versteck der Schriften. Der Gehilfe Bartholys verrät sie und das Versteck unglücklicherweise an den Domherrn, sodass beide Parteien nun gleichzeitig versuchen in den Besitz der Schriften zu kommen und möglichst vor den anderen das Kloster Niederwerth zu erreichen, welches auf einer Insel liegt. Jakob, Basilius, Henrik und Marga gelangen jedoch in einen Hinterhalt des Domherrn und werden eingekerkert. Mit Hilfe der Äbtissin und der Priorin des Klosters, die Anselms Nichte ist, können die vier noch einmal entkommen und die Schriften in ihren Besitz bringen. Während der Domherr noch nach ihnen sucht, verlassen die Freunde das Kloster durch einen Geheimgang, an dessen Ende ein Boot auf sie warten soll. Die Enttäuschung ist groß, als sich herausstellt, dass das Boot nur zwei Leute tragen kann.
Basilius und Henrik können Jakob und Marga dazu bewegen, allein in das Boot zu steigen, um die Abschriften der Lebensbeichten der beiden Hexenkommissare, die Bruder Anselm mit Geheimtinte in eine Ausgabe des Hexenhammers geschrieben hat, nach ihrer gelungenen Flucht nach Santiago de Compostela zu bringen, um sie dort drucken zu lassen. Basilius und Henrik bleiben mit den Original-Dokumenten in der Höhle zurück und hoffen darauf, durch Glück ebenfalls gerettet und nicht von des Domherren Melchior von Drolshagens Schergen gefunden zu werden.

## Hintergrund
Der Autor Rainer M. Schröder widmet das Buch dem Prior der Abtei Himmerod, welcher ihm bei der Recherche seines Buchs half. Im Epilog des Romans schreibt Schröder, dass er sich bereits des Öfteren ein Bild von der Gastfreundschaft der Mönche dort machen konnte und mehrmals zu Gast war.
Das Buch enthält auch tiefere theologische Diskussionen zwischen Bruder Basilius (einem Zisterzienser-Mönch) und dem Protagonisten Jakob, die hauptsächlich evangelisch-lutherische Ansichten vertreten.